# Felipe Carone
Felipe Carone (San Paolo del Brasile, 25 luglio 1920 – Rio de Janeiro, 27 marzo 1995) è stato un attore brasiliano.

## Biografia
Tra i più apprezzati caratteristi del suo Paese, è ricordato in particolare per i suoi ruoli comici. Lavorò soprattutto nelle serie televisive, firmando contratti con varie emittenti per poi rimanere stabilmente a Rede Globo. Carone divenne noto in Italia per aver preso parte a Piume e paillettes e Samba d'amore, telenovelas trasmesse da Retequattro. Al cinema dette volto a un portiere d'albergo nel film Lo sciupafemmine, diretto da Michele Massimo Tarantini.
Morì nel 1995 per le complicazioni di un tumore esofageo. 

## Filmografia

### Telenovelas e miniserie
- Gente como a Gente (TV Record) (1963)
- João Pão (TV Record) (1964)
- Marcados pelo Amor (TV Record) (1964)
- Renúncia (TV Record) (1964)
- Em Busca da Felicidade (TV Excelsior) (1965)
- Os Miseráveis (Rede Bandeirantes) (1967)
- Os Tigres (TV Excelsior) (1968)
- A Grande Mentira (1968)
- A Cabana do Pai Tomás (1969)
- Pigmalião 70 (1970)
- A Próxima Atração (1970)
- O Cafona (1971)
- Bandeira 2 (1971)
- Uma Rosa com Amor (1972)
- O Semideus (1973)
- Cuca Legal (1975)
- Um Dia, o Amor (TV Tupi) (1975)
- O Pulo do Gato (1978)
- Pecado Rasgado (1978)
- Feijão Maravilha (1979)
- Samba d'amore (Chega mais) (1980)
- Piume e paillettes (Plumas e paetês) (1980)
- Elas por Elas (1982)
- Voltei pra Você (1983)
- Mario Fofoca (1983)
- De Quina pra Lua (1985)
- Vida Nova (1988)
- Top Model (1989)
- Fronteiras do Desconhecido (episodio: "Adelino, uma Vida de Amor") (1990)
- Donne di sabbia (Mulheres de Areia) (1993)

### Film
- Macumba na Alta (1958)
- Moral em Concordata (1959)
- A Compadecida (1969)
- Lua de Mel e Amendoim (1971)
- Um Marido Sem... é Como Um Jardim Sem Flores (1972)
- Os Mansos (1972)
- Obsessão (1973)
- Banana Mecânica (1974)
- O Roubo das Calcinhas (1974)
- Uma Mulata para Todos (1975)
- E as Pílulas Falharam (1976)
- Guerra é Guerra (1976)
- A Árvore dos Sexos (1977)
- Lo sciupafemmine (O Diabo na Cama) (1988)